# Azotna asimilacija
Azotna asimilacija je formiranje organskih azotnih jedinjenja kao što su aminokiseline iz neorganskih azotnih jedinjenja prisutnih u životnoj sredini. Organizmi kao što su biljke, gljive i pojedine bakterije koje ne mogu da fiksiraju azotni gas ({\displaystyle {\ce {N2}}}) su zavisne od sposobnosti asimilacije nitrata ili amonijaka za zadovoljavanje svojih potreba. Drugi organizmi, kao što su životinje, u potpunosti zavise od organkog azota iz svoje hrane.

## Azotna asimilacija u biljkama
Biljke apsorbuju azot iz zemljišta u vidu nitrata ({\displaystyle {\ce {NO3}}}-) i amonijaka ({\displaystyle {\ce {NH4+}}}). U aerobnim zemljištima gde može doći do nitrifikacije, nitrat je obično predominantna forma dostupnog azota koji biva apsorbovan. Međutim to ne mora uvek da bude slučaj pošto amonijak može da bude predominantan na pašnjacima i na poplavljenim, anaerobnim zemljištima kao što su polja riže. Samo biljno korenje može da utiče na izobilnost raznih formi azota putem promena pH i izlučivanja organskih jedinjenja ili kiseonika. Ovo utiče na mikrobne aktivnosti kao što je inter-konverzija raznih azotnih vrsta, oslobađanje amonijaka iz organske materije u zemljištu i fiksaciju azota posredstvom bakterija koje ne formiraju kvržice.
Biljke apsorbuju amonijum jone preko amonijačnih transportera. Nitrat se preuzima pomoču nekoliko nitratnih transportera koji koriste protonski gradient za napajanje transporta. Azot se transportuje iz korena do izdanaka preko ksilema u vidu nitrata, rastvorenog amonijaka i aminokiselina. Obično (ali ne uvek) najveći deo redukcije nitrata se izvodi u izdancima dok korenje redukuje samo malu frakciju apsorbovanog nitrata do amonijaka. Amonijak (bilo da je apsorbovan ili sintetisan) se inkorporira u aminokiseline poredstvom glutaminske sintetaze-glutamatne sintaze (GS-GOGAT puta). Dok skoro sav amonijak u korenu se obično inkorporira u aminokiseline na licu mesta, biljke mogu da transportuju znatne količine amonijum jona u ksilem da bi bio fiksiran u izdancima. To može da pomogne u izbegavanju transporta organskih jedinjenja dole do korena samo da bi preneo azot u vidu aminokiselina.
Redukcija nitrata se odvija u dva stupnja. Nitrat se prvo redukuje do nitrita ({\displaystyle {\ce {NO2}}}−) u citosolu posredstvom nitratne reduktaze koristeći NADH ili NADPH. Nitrit se zatim redukuje do amonijaka u hloroplastima (plastidima u korenju) posredstvom nitritne reduktaze zavisne od feredoksina. U fotosintetičkim tkivima, se koristi izoforma feredoksina (Fd1) koja je redukovana pomoću PSI dok se u sistemu korena koristi forma feredoksina (Fd3) koja ima manje negativni središnji potencijal i može da bude lako redukovana pomoću NADPH. U nefotosintetišućim tkivima, NADPH se stvara putem glikolize i pentozno fosfatnog puta.
U hloroplastima, glutaminska sintetaza inkorporira ovaj amonijak kao amidnu grupu glutamina koristeći glutamat kao supstrat. Glutamatna sintaza (Fd-GOGAT i NADH-GOGAT) prenosi amidnu grupu u 2-oksoglutaratni molekul čime se formiraju dva glutamata. Dalje transaminacije se izvode da bi nastale aminokiseline (najčešće asparagin) iz glutamina. Dok enzim glutamat dehidrogenaza (GDH) nema direktnu ulogu u asimilaciji, on pruža zaštitu mitohondrijskim funkcijama tokom perioda visokog azotnog metabolizma i uzima učešće u azotnoj remobilizaciji.